# Dalarna (condado)

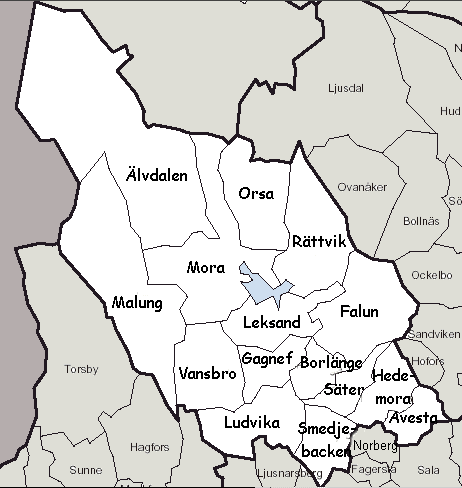
As 15 comunas da Dalecárlia

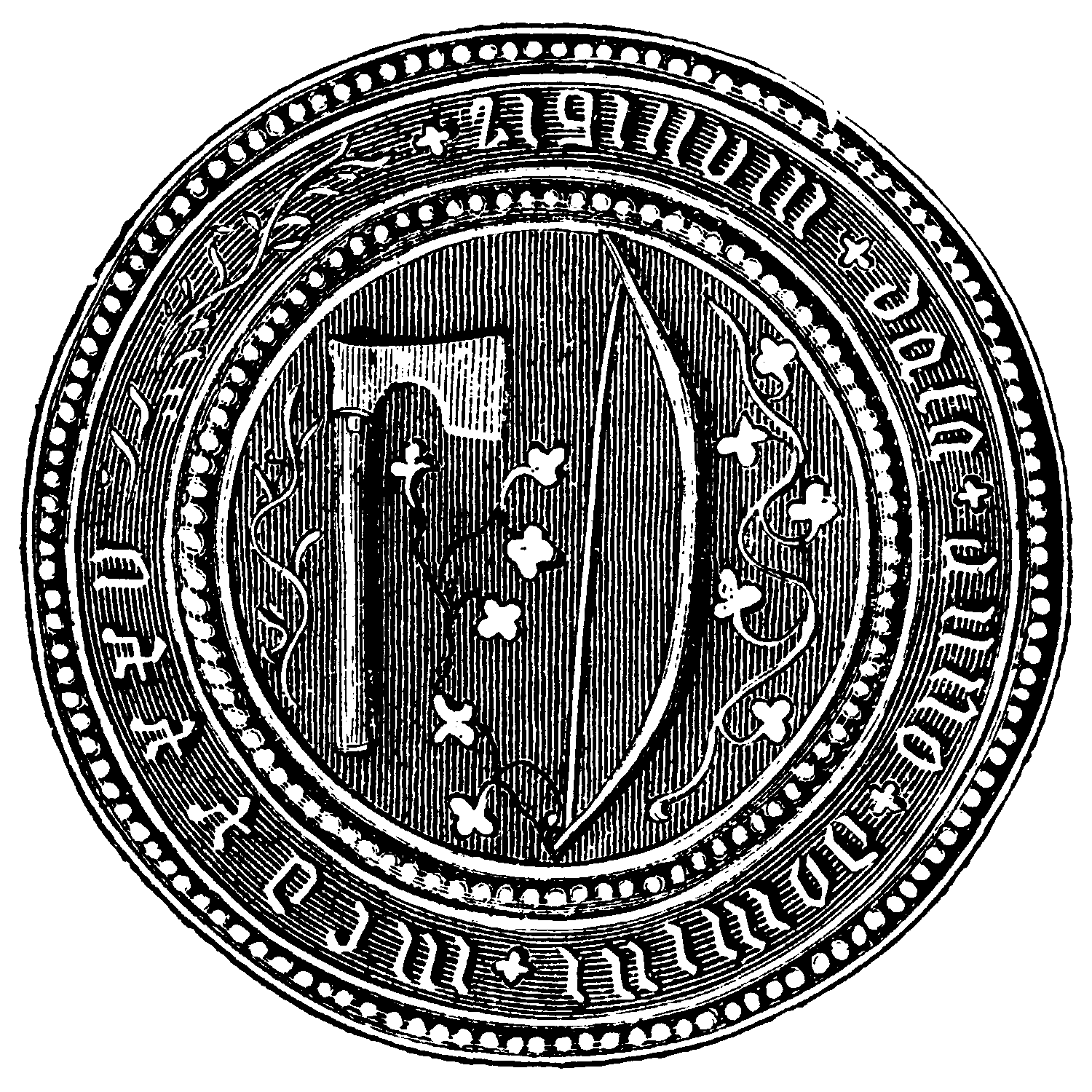
O sigilo mais antigo da Dalecárlia (1435)

Nota linguística: Não confundir grevskap (território governado por um conde) com län (subdivisão administrativa da Suécia).
O Condado de Dalarna (em sueco: Dalarnas län;  ouça a pronúncia), ocasionalmente Condado de Dalecárlia, é um dos 21 condados em que a Suécia está atualmente dividida.                                                                              
Está situado no noroeste da região histórica da Svealand.

Os seus contornos coincidem praticamente com aqueles da província histórica de Dalarna. 

Ocupa 7% da superfície total do país, e tem uma população aproximada de 286 853 habitantes (2024).                                                                                              A sua sede administrativa (residensstad) está na cidade de Falun.

## Etimologia e uso
O nome geográfico atual Dalarna provem do nome sueco antigo Dalar (vales), em alusão aos vales dos dois braços do grande rio da região – o Dalälven (Dala Elffwan,1650).
Nas suas mencões mais antigas, a palavra é usada nas formas Dala, Dalar, Dalum.

Em textos em português costuma ser usada a forma original Dalarna, e mais ocasionalmente Dalecárlia, tanto para referir a província histórica como o condado atual.

## História
O Condado de Dalarna foi fundado em 1647, com o nome de Condado de Kopparberg (Kopparbergs län).     
Adquiriu o seu nome atual em 1997.

### Condado atual e província histórica
Tem uma área praticamente igual á área da província histórica de Dalarna, com exceção de algumas pequenas parcelas que pertencem aos condados de Gävleborg, Jämtland, Värmland, Västmanland e Örebro.

A Svealand
A Província histórica de Dalarna
O Condado de Dalarna

## Geografia
A palavra Dalarna significa em sueco ”os vales”. E na realidade esta é a ”província dos vales”, entalados entre as inúmeras montanhas cobertas de enormes florestas verdes, com rios grandes e pequenos correndo por entre eles.
 
A província é dominada pelos rios Dal Ocidental e Dal Oriental, confluindo no enorme rio Dal, e pelo lago Siljan, no seu centro geográfico.
 
Juntamente com a Norlândia, a Värmland e o Grande Planalto do Sul da Suécia, a Dalecárlia forma a região com as maiores florestas da Suécia.
 
Confina com a Noruega a oeste, com Härjedalen e Hälsingland a norte, com Gästrikland e Uppland a leste, e com Värmland e Västmanland a sul.
 
O ponto mais alto situa-se em Storvätteshågna, com uma altitude máxima de 1 204m.

### Os maiores lagos
- Siljan, 280 km2
- Runn, 62,5 km2
- Amungen, 62,9 km2
- Orsasjön, 53 km2
- Väsman, 39 km2

### Comunas
O condado de Dalarna está dividido em 15 comunas (kommuner) a nível local: 

| \| Comuna \| População (31 de dezenbro de 2006) \| \| ------------ \| ---------------------------------- \| \| Avesta \| 21.963 \| \| Borlänge \| 47.399 \| \| Falun \| 55.267 \| \| Gagnef \| 10.080 \| \| Hedemora \| 15.380 \| \| Leksand \| 15.450 \| \| Ludvika \| 25.477 \| \| Malung \| 10.518 \| \| Mora \| 20.159 \| \| Orsa \| 7.026 \| \| Rättvik \| 10.884 \| \| Smedjebacken \| 10.715 \| \| Säter \| 10.991 \| \| Vansbro \| 6.983 \| \| Älvdalen \| 7.419 \| |                                    |
| |                                    |
| Comuna | População (31 de dezenbro de 2006) |
| Avesta | 21.963                             |
| Borlänge | 47.399                             |
| Falun | 55.267                             |
| Gagnef | 10.080                             |
| Hedemora | 15.380                             |
| Leksand | 15.450                             |
| Ludvika | 25.477                             |
| Malung | 10.518                             |
| Mora | 20.159                             |
| Orsa | 7.026                              |
| Rättvik | 10.884                             |
| Smedjebacken | 10.715                             |
| Säter | 10.991                             |
| Vansbro | 6.983                              |
| Älvdalen | 7.419                              |

### As maiores cidades
As maiores cidades do condado eram em 2020:

| - Borlänge (44 898) - Falun (39 492) - Avesta (16 268) - Ludvika (15 614) - Mora (12 854) |

### Economia
A riqueza económica da Dalecárlia está baseada nas suas minas e florestas, para além da agricultura e das centrais hidroelétricas. 

 
A exploração mineira envolve minas de enxofre, cobre, zinco e chumbo. A exploração florestal envolve fábricas de papel e pasta de papel. 

 
No inverno, centenas de milhares de turistas procuram as montanhas cobertas de neve para praticar esqui. Uma atração anual é a Corrida de Vasa (Vasaloppet), em que uma multidão de participantes percorre em esquis a distância de 90 km entre Sälen e Mora. Típicos da Dalecárlia são também os cavalos de Dalarna - cavalos de madeiras pintados com cores garridas, bastante procurados pelos turistas como recordação da Suécia. 

## Política e administração regional

### Órgão administrativo regional
Como subdivisão regional, o condado é chefiado por um governador (landshövding), nomeado pelo governo, e tem a missão de executar as tarefas administrativas do estado nesse mesmo condado, contando para tal com o ”Conselho Administrativo do Condado de Dalarna” (Länsstyrelsen i Dalarnas län). 

### O condado e a região
No mesmo território do Condado de Dalarna (län), opera a Região Dalarna (region). Enquanto que o condado é um órgão administrativo – cujo governador é nomeado pelo estado, a região é um órgão político – eleito pelos cidadãos, e responsável pela gestão local da saúde, transportes, cultura, etc…

### O condado na União Europeia
No âmbito da União Europeia, o Condado de Dalarna é uma unidade estatística do tipo (Nuts 3).